# Duttaphrynus dhufarensis
Duttaphrynus dhufarensis es una especie de anfibio anuro de la familia Bufonidae.

## Distribución geográfica
Esta especie habita hasta los 2200 m de altitud en la Península arábiga:
- en las zonas costeras de Omán,
- en las zonas costeras del oeste de Arabia Saudita, incluidas las islas Farasan, así como una población aislada en el centro,
- en las regiones costeras orientales de los Emiratos Árabes Unidos,
- en las zonas costeras de Yemen.[4]

## Etimología
Su nombre de especie, compuesto de dhufar y el sufijo latín -ensis, significa "que vive, que habita", y le fue dado en referencia al lugar de su descubrimiento, la Gobernación de Dhofar, la región más al sur del Sultanato de Omán.

## Publicación original
- Parker, 1931 : Some Reptiles and Amphibians from SE. Arabia. Annals and Magazine of Natural History, ser. 10, vol. 8, n.º 47, p. 514-522.[5]